# 犹大行动
犹大行动（西班牙語：Operación Judas）是西班牙国民警卫队根据国家法院第6号中央调查法院的命令作为司法警察进行的行动的名称。2019年9月，几名嫌疑人被调查法官与自称为“战术响应小组”（ERT）的人联系在一起，这是一个涉恐组织，旨在通过暴力手段促使加泰罗尼亚独立。

## 经过

### 背景
逮捕前一年多就开始了第一次调查。被调查的其中两个人属于加泰罗尼亚独立组织“ Los 9 de Lledoners”，已经因盗窃，伤害，对权威的攻击和混乱而陷入司法程序。另一个人已经为镇镇长运行Folgarolas在2011年市政选举通过，Esquerra离共和加泰罗尼亚。

### 拘留
该行动于2019年9月23日星期一凌晨05:00开始。同时在巴塞罗那和附近几个城镇部署了500名民警人员。在Mollet delVallès，萨瓦德尔， SardañoladelVallés，Santa Perpetua de Moguda和San Pedro deTorelló进行了逮捕。此外，还登记了十多个地址和处所。共有9人被捕。
在搜索过程中，民警发现一架被拘留的公共建筑飞机，其中一架可能对应于Canovellas民警军营。还发现了制造Goma-2的说明，以及涉嫌用于制造自制炸药的物质，例如白蚁。起初，调查称，它准备材料的烟花。
行动主任曼努埃尔·加西亚·卡斯特利翁法官临时将恐怖主义，叛乱和拥有爆炸物的罪行归咎于恐怖主义。两名被拘留者作证后被释放。在检察官的的高级法院所描述的犯罪嫌疑人是“恐怖组织”与“选定目标”，并表示该操作的纪念日之间“将犯有某些行为之前”制定了违法公投2017年10月，加泰罗尼亚独立进程领导人受到审判。
后来被捕的其中两个人承认购买和处理了爆炸物进行破坏活动，并在一个采石场对他们进行了测试。8在法官下令将他们暂时拘留而没有保释后，将这 7名被拘留者转移到了Soto del Real监狱。
行动和司法案件仍在审理中，并处于保密状态。

## 保释金
被告律师从一开始就谴责了这一过程中的一些违规行为，因为一些搜查是在没有辩护律师在场的情况下进行的，一些被告被剥夺了超过24小时的睡眠，因此遭到了质疑。连续6个多小时没有受到威胁和威胁。律师们还批评说，摘要的一部分尽管是秘密的，但还是泄露给了新闻界，其中包括一些被告的法官面前陈述的录像带，从而导致其当事人毫无防备能力。
根据这些泄密事件，被告计划的一部分是在坎特·托拉总统的纵容下无限期关闭加泰罗尼亚议会。
截至12月20日，被告已裁定自由与5000至10000欧元之间的债券，因为根据调查本身质疑所发现的物质可能被认为具有爆炸性。最后，最后两名被拘留者获得保释，罪名于1月10日2020年